# ب‌ام‌و ۶۰۰

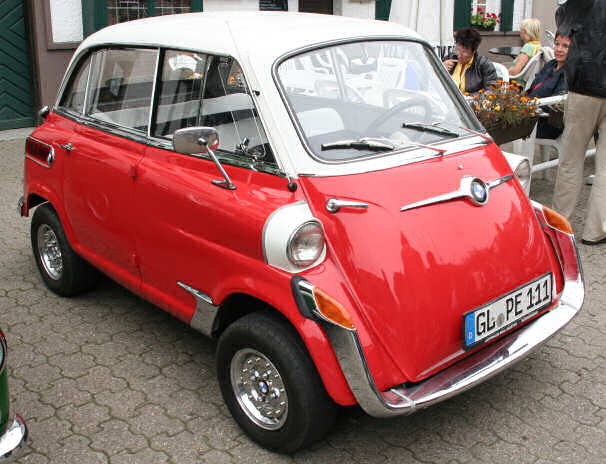

ب‌ام‌و ۶۰۰ (به انگلیسی: BMW 600) خودرویی است که در سال‌های ۱۹۵۷–۱۹۵۹ تولید شده‌است.
طراحی آن خودروهای موتور عقب-محور عقب بوده طول آن در حالت طبیعی ۲٬۹۰۰ میلیمتر (۱۱۰ اینچ)، عرض آن در حالت طبیعی ۱٬۴۰۰ میلیمتر (۵۵ اینچ) و ارتفاع آن در حالت طبیعی ۱٬۳۷۵ میلیمتر (۵۴٫۱ اینچ) و وزن آن در حالت طبیعی ۵۱۵ کیلوگرم (۱٬۱۳۵ پوند) است.
موتور آن ۵۸۲ سی‌سی سیستم جعبه‌دندهٔ آن ۴ دنده به صورت دستی است.